# 東京都第21区
東京都第21区（とうきょうとだい21く）は、日本の衆議院議員総選挙における選挙区。1994年（平成6年）の公職選挙法改正で設置。

## 区域

### 現在の区域
2022年（令和4年）公職選挙法改正以降の区域は以下のとおりである。八王子市の一部は24区から本区に移行したが、国立市は19区に、稲城市と多摩市は新設の30区に移出した。
- 八王子市の一部（おおむね旧由木村域[4]）
  - 下柚木、下柚木2・3丁目、上柚木、上柚木2・3丁目、中山（519・523〜526・819〜830・842・875〜878・880〜1148・1156・1219・1221番地を除く）、越野、南陽台1〜3丁目、堀之内、堀之内2・3丁目、東中野、大塚、鹿島、松が谷、鑓水（339〜345・364〜371・396番地を除く）、鑓水2丁目、南大沢1〜5丁目、松木、別所1・2丁目
- 立川市
- 日野市

### 2017年から2022年までの区域
2017年（平成29年）公職選挙法改正から2022年の小選挙区改定までの区域は以下のとおりである。2017年の区割変更により、昭島市が本区から25区へ、国立市が19区から、八王子市の一部が24区から、多摩市の一部が23区から、稲城市の一部が22区から本区へ移行される。
- 八王子市の一部
  - 東中野、大塚
- 立川市
- 日野市
- 国立市
- 多摩市の一部
  - 関戸、関戸1〜4丁目、関戸5丁目1〜8・13〜31番、連光寺、連光寺1〜6丁目、東寺方1丁目、一ノ宮、一ノ宮1〜4丁目、聖ヶ丘1丁目1〜24・35・44番、聖ヶ丘2〜5丁目
- 稲城市の一部
  - 坂浜、平尾、平尾1〜3丁目、長峰1〜3丁目、若葉台1〜4丁目

### 2017年以前の区域
1994年（平成6年）公職選挙法改正から2017年の小選挙区改定までの区域は以下のとおりである。
- 立川市
- 昭島市
- 日野市

## 歴史
小選挙区移行後の最初の2回の総選挙では民主党の山本譲司が小選挙区で連勝していたが、2000年9月に秘書給与詐欺容疑で逮捕され、議員を辞職。これに伴う補欠選挙が10月22日に行われ、無所属（日本共産党が実質的に支援）の川田悦子が当選した。
2003年の総選挙では民主党の長島昭久が初当選。2005年の総選挙では小川友一が当選し、1996年以降はじめて自民党が小選挙区で議席を獲得した。（それ以前だと1996年に小沢潔が比例復活で議席を得ている。）
2009年の総選挙では長島は保守層からも支持を受け、小川に大差で勝利した。2012年の総選挙でも長島が、参議院大分県選挙区落選後に国替えした自民党の小田原潔に大差で勝利した（小田原は比例復活）が、2014年の総選挙では、長島と小田原との間で激戦となり、1,635票差で小田原が勝利した。この影響で、NHKが選挙特別番組の開票速報で当初、長島を同選挙区で当選確実と伝えてしまい、結果的には誤報となった。また、民主党は長島の小選挙区落選で、前回2012年の総選挙と比べて小選挙区では1議席減となり、比例東京ブロックでは前回同様の議席数に留まったことで、当時党代表であった海江田万里（1区で敗北）の落選につながる結果となった。
2017年の総選挙でも、希望の党の結成メンバーになった長島と自民党の小田原との間で激戦となったが、長島が議席を奪還し、小田原は比例復活した。
2021年の総選挙では、自民に入党した長島だが、前職だった小田原に配慮し、土屋正忠が引退して自民党空白区だった東京18区に国替え。前回は立憲民主党（当時は旧立憲民主党）公認で比例北関東ブロック単独候補として当選した大河原雅子と小田原が接戦を繰り広げたが小田原が制し、大河原は比例復活となった。
2024年の総選挙では小田原が政治資金問題により無所属での立候補を余儀なくされて落選し、大河原が小選挙区で当選を果たした。

## 選出議員
| 選挙名                   | 年     | 当選者     | 党派       | 備考                                      |
| ------------------------ | ------ | ---------- | ---------- | ----------------------------------------- |
| 第41回衆議院議員総選挙   | 1996年 | 山本譲司   | 民主党     |                                           |
| 第42回衆議院議員総選挙   | 2000年 | 山本譲司   | 民主党     |                                           |
| 第42回衆議院議員補欠選挙 | 2000年 | 川田悦子   | 無所属     | ※山本の秘書給与流用詐欺罪の逮捕に伴う辞職 |
| 第43回衆議院議員総選挙   | 2003年 | 長島昭久   | 民主党     |                                           |
| 第44回衆議院議員総選挙   | 2005年 | 小川友一   | 自由民主党 |                                           |
| 第45回衆議院議員総選挙   | 2009年 | 長島昭久   | 民主党     |                                           |
| 第46回衆議院議員総選挙   | 2012年 | 長島昭久   | 民主党     |                                           |
| 第47回衆議院議員総選挙   | 2014年 | 小田原潔   | 自由民主党 |                                           |
| 第48回衆議院議員総選挙   | 2017年 | 長島昭久   | 希望の党   |                                           |
| 第49回衆議院議員総選挙   | 2021年 | 小田原潔   | 自由民主党 |                                           |
| 第50回衆議院議員総選挙   | 2024年 | 大河原雅子 | 立憲民主党 |                                           |

## 選挙結果
時の内閣：第1次石破内閣 解散日：2024年10月9日 公示日：2024年10月15日
当日有権者数：40万5235人 最終投票率：55.86%（前回比：1.86%） （全国投票率：53.85%（2.08%））
| 当落 | 候補者名   | 年齢 | 所属党派     | 新旧 | 得票数   | 得票率 | 惜敗率 | 推薦・支持                 | 重複 |
| ---- | ---------- | ---- | ------------ | ---- | -------- | ------ | ------ | -------------------------- | ---- |
| 当   | 大河原雅子 | 71   | 立憲民主党   | 前   | 90,724票 | 42.14% | ――     |                            | ◯    |
|      | 小田原潔   | 60   | 無所属       | 前   | 69,421票 | 32.24% | 76.52% | 自由民主党八王子総支部推薦 | ×    |
|      | 山下容子   | 65   | 日本維新の会 | 新   | 36,642票 | 17.02% | 40.39% |                            | ○    |
|      | 森裕一     | 49   | 参政党       | 新   | 18,511票 | 8.60%  | 20.40% |                            |      |

時の内閣：第1次岸田内閣 解散日：2021年10月14日 公示日：2021年10月19日
当日有権者数：43万8466人 最終投票率：57.72%（前回比：3.54%） （全国投票率：55.93%（2.25%））
| 当落 | 候補者名   | 年齢 | 所属党派     | 新旧 | 得票数    | 得票率 | 惜敗率 | 推薦・支持 | 重複 |
| ---- | ---------- | ---- | ------------ | ---- | --------- | ------ | ------ | ---------- | ---- |
| 当   | 小田原潔   | 57   | 自由民主党   | 前   | 112,433票 | 45.51% | ――     | 公明党推薦 | ◯    |
| 比当 | 大河原雅子 | 68   | 立憲民主党   | 前   | 99,090票  | 40.11% | 88.13% |            | ◯    |
|      | 竹田光明   | 66   | 日本維新の会 | 元   | 35,527票  | 14.38% | 31.60% |            | ◯    |

- 大河原は第48回は立憲民主党（当時は旧立憲民主党）公認で比例北関東ブロック単独で立候補し当選。
- 竹田は第45回時に民主党公認で比例東京ブロック単独で立候補し当選。以降、第46回は東京25区、第47回は東京20区（以上は民主党公認）、第48回は希望の党公認で比例東京ブロック単独で立候補したがいずれも落選している。

時の内閣：第3次安倍第3次改造内閣 解散日：2017年9月28日 公示日：2017年10月10日
当日有権者数：42万9529人 最終投票率：54.18%（前回比：0.09%） （全国投票率：53.68%（1.02%））
| 当落 | 候補者名 | 年齢 | 所属党派    | 新旧 | 得票数   | 得票率 | 惜敗率 | 推薦・支持                 | 重複 |
| ---- | -------- | ---- | ----------- | ---- | -------- | ------ | ------ | -------------------------- | ---- |
| 当   | 長島昭久 | 55   | 希望の党    | 前   | 92,356票 | 40.97% | ――     |                            | ◯    |
| 比当 | 小田原潔 | 53   | 自由民主党  | 前   | 88,225票 | 39.14% | 95.53% | 公明党推薦                 | ◯    |
|      | 小糸健介 | 35   | 社会民主党  | 新   | 38,195票 | 16.94% | 41.36% | 日本共産党・立憲民主党推薦 | ◯    |
|      | 天木直人 | 70   | 新党憲法9条 | 新   | 6,655票  | 2.95%  | 7.21%  |                            |      |

- 長島は2019年6月、自由民主党に入党。第49回は東京18区、第50回からは東京30区に国替え。

時の内閣：第2次安倍改造内閣 解散日：2014年11月21日 公示日：2014年12月2日
当日有権者数：38万3589人 最終投票率：54.27%（前回比：7.79%） （全国投票率：52.66%（6.66%））
| 当落 | 候補者名 | 年齢 | 所属党派   | 新旧 | 得票数   | 得票率 | 惜敗率 | 推薦・支持           | 重複 |
| ---- | -------- | ---- | ---------- | ---- | -------- | ------ | ------ | -------------------- | ---- |
| 当   | 小田原潔 | 50   | 自由民主党 | 前   | 83,984票 | 41.59% | ――     | 公明党推薦           | ○    |
| 比当 | 長島昭久 | 52   | 民主党     | 前   | 82,351票 | 40.78% | 98.06% | 維新の党都総支部推薦 | ○    |
|      | 吉岡正史 | 40   | 日本共産党 | 新   | 35,598票 | 17.63% | 42.39% |                      |      |

時の内閣：野田第3次改造内閣 解散日：2012年11月16日 公示日：2012年12月4日
当日有権者数：38万1396人 最終投票率：62.06%（前回比：4.56%） （全国投票率：59.32%（9.96%））
| 当落 | 候補者名   | 年齢 | 所属党派     | 新旧 | 得票数   | 得票率 | 惜敗率 | 推薦・支持   | 重複 |
| ---- | ---------- | ---- | ------------ | ---- | -------- | ------ | ------ | ------------ | ---- |
| 当   | 長島昭久   | 50   | 民主党       | 前   | 82,831票 | 36.45% | ――     | 国民新党推薦 | ○    |
| 比当 | 小田原潔   | 48   | 自由民主党   | 新   | 70,070票 | 30.84% | 84.59% | 公明党推薦   | ○    |
|      | 佐々木理江 | 30   | 日本維新の会 | 新   | 36,734票 | 16.17% | 44.35% |              | ○    |
|      | 吉岡正史   | 38   | 日本共産党   | 新   | 21,762票 | 9.58%  | 26.27% |              |      |
|      | 藤田祐司   | 60   | 日本未来の党 | 新   | 11,408票 | 5.02%  | 13.77% | 新党大地推薦 | ○    |
|      | 谷川博之   | 42   | 無所属       | 新   | 4,413票  | 1.94%  | 5.33%  |              | ×    |

- 小田原は第22回参議院議員通常選挙で大分県選挙区から立候補し、落選。
- 佐々木は2015年の大阪市会議員選挙に出馬し当選。

時の内閣：麻生内閣 解散日：2009年7月21日 公示日：2009年8月18日
当日有権者数：37万7839人 最終投票率：66.62%（前回比：0.50%） （全国投票率：69.28%（1.77%））
| 当落 | 候補者名 | 年齢 | 所属党派   | 新旧 | 得票数    | 得票率 | 惜敗率 | 推薦・支持 | 重複 |
| ---- | -------- | ---- | ---------- | ---- | --------- | ------ | ------ | ---------- | ---- |
| 当   | 長島昭久 | 47   | 民主党     | 前   | 142,418票 | 57.62% | ――     |            | ○    |
|      | 小川友一 | 63   | 自由民主党 | 前   | 79,628票  | 32.21% | 55.91% |            | ○    |
|      | 星篤麿   | 56   | 日本共産党 | 新   | 21,155票  | 8.56%  | 14.85% |            |      |
|      | 山本充志 | 45   | 幸福実現党 | 新   | 3,976票   | 1.61%  | 2.79%  |            |      |

時の内閣：第2次小泉改造内閣 解散日：2005年8月8日 公示日：2005年8月30日
当日有権者数：36万6405人 最終投票率：66.12%（前回比：6.95%） （全国投票率：67.51%（7.65%））
| 当落 | 候補者名 | 年齢 | 所属党派   | 新旧 | 得票数    | 得票率 | 惜敗率 | 推薦・支持 | 重複 |
| ---- | -------- | ---- | ---------- | ---- | --------- | ------ | ------ | ---------- | ---- |
| 当   | 小川友一 | 59   | 自由民主党 | 新   | 109,310票 | 46.07% | ――     |            | ○    |
| 比当 | 長島昭久 | 43   | 民主党     | 前   | 98,749票  | 41.62% | 90.34% |            | ○    |
|      | 田川豊   | 36   | 日本共産党 | 新   | 25,483票  | 10.74% | 23.31% |            |      |
|      | 十河豊   | 62   | 無所属     | 新   | 3,739票   | 1.58%  | 3.42%  |            | ×    |

時の内閣：第1次小泉第2次改造内閣 解散日：2003年10月10日 公示日：2003年10月28日
当日有権者数：36万711人 最終投票率：59.17%（前回比：2.47%） （全国投票率：59.86%（2.63%））
| 当落 | 候補者名 | 年齢 | 所属党派   | 新旧 | 得票数   | 得票率 | 惜敗率 | 推薦・支持 | 重複 |
| ---- | -------- | ---- | ---------- | ---- | -------- | ------ | ------ | ---------- | ---- |
| 当   | 長島昭久 | 41   | 民主党     | 新   | 81,398票 | 39.19% | ――     |            | ○    |
|      | 橋本城二 | 54   | 自由民主党 | 新   | 71,873票 | 34.60% | 88.30% |            | ○    |
|      | 川田悦子 | 54   | 無所属     | 前   | 37,019票 | 17.82% | 45.48% |            | ×    |
|      | 田川豊   | 35   | 日本共産党 | 新   | 17,409票 | 8.38%  | 21.39% |            |      |

当日有権者数：人　最終投票率：%

| 当落 | 候補者名   | 年齢 | 所属党派   | 新旧 | 得票数   | 得票率 | 推薦・支持     |
| ---- | ---------- | ---- | ---------- | ---- | -------- | ------ | -------------- |
| 当   | 川田悦子   | 51   | 無所属     | 新   | 51,008票 | 36.60% | 日本共産党支援 |
|      | 加藤積一   | 43   | 自由民主党 | 新   | 48,883票 | 35.08% |                |
|      | 長島昭久   | 38   | 民主党     | 新   | 25,843票 | 18.54% |                |
|      | 工藤てい子 | 51   | 社会民主党 | 新   | 13,627票 | 9.78%  |                |

- 日本共産党は川田を「支援」したため、候補を擁立しなかった。

時の内閣：第1次森内閣 解散日：2000年6月2日 公示日：2000年6月13日
当日有権者数：34万8869人 最終投票率：61.65%（前回比：3.79%） （全国投票率：62.49%（2.84%））
| 当落 | 候補者名 | 年齢 | 所属党派   | 新旧 | 得票数   | 得票率 | 惜敗率 | 推薦・支持 | 重複 |
| ---- | -------- | ---- | ---------- | ---- | -------- | ------ | ------ | ---------- | ---- |
| 当   | 山本譲司 | 37   | 民主党     | 前   | 98,775票 | 47.49% | ――     |            | ○    |
|      | 加藤積一 | 43   | 自由民主党 | 新   | 73,067票 | 35.13% | 73.97% |            | ○    |
|      | 鈴木進   | 60   | 日本共産党 | 新   | 36,150票 | 17.38% | 36.60% |            |      |

時の内閣：第1次橋本内閣 解散日：1996年9月27日 公示日：1996年10月8日 （全国投票率：59.65%（8.11%））
| 当落 | 候補者名 | 年齢 | 所属党派   | 新旧 | 得票数   | 得票率 | 惜敗率 | 推薦・支持 | 重複 |
| ---- | -------- | ---- | ---------- | ---- | -------- | ------ | ------ | ---------- | ---- |
| 当   | 山本譲司 | 34   | 民主党     | 新   | 55,458票 | 28.91% | ――     |            | ○    |
| 比当 | 小沢潔   | 69   | 自由民主党 | 前   | 49,308票 | 25.71% | 88.91% |            | ○    |
|      | 古賀俊昭 | 49   | 新進党     | 新   | 46,919票 | 24.46% | 84.60% |            |      |
|      | 岩佐恵美 | 57   | 日本共産党 | 前   | 40,114票 | 20.91% | 72.33% |            | ○    |